# De Vriendschap (film)
De Vriendschap is een Nederlandse speelfilm uit 2001.

## Verhaal
Twee oude jeugdvrienden: Pieter en Gijs (gespeeld door respectievelijk Gerard Cox en Willem Nijholt) ontmoeten elkaar weer na 40 jaar in Rotterdam. Deze hernieuwde kennismaking gaat niet zonder slag of stoot. Destijds moest Gijs in militaire dienst en uitgezonden worden naar Nederlands-Indië. Dat wilde hij niet, dus vluchtte het land uit met steun van zijn vriend Pieter, die hierbij enig eigenbelang had. Hij kon immers trouwen met de vrouw op wie zowel hij als Gijs verliefd waren.
Toen ze elkaar na 40 jaar terugzagen, was deze vrouw al overleden en Pieter heeft inmiddels een dochter (Nelly; gespeeld door Mary-Lou van Stenis) en een kleindochter (Iris; gespeeld door Karina Smulders) bij die vrouw gekregen. Maar nu worden Gijs en Pieter opnieuw verliefd op dezelfde vrouw (Zwaantje; gespeeld door Pleuni Touw) en trouwt Gijs uiteindelijk met haar. Vlak na hun huwelijk wordt echter duidelijk dat Gijs ongeneeslijk ziek is en nog maar kort te leven heeft. Hij sterft uiteindelijk door een Drion-pil (euthanasie) en Pieter gaat van zijn erfenis alsnog een tocht met een cruiseschip maken samen met zijn weduwe (op wie hij ook verliefd was).